# Szász János (levéltáros)
Szász János (Budapest, 1923. szeptember 2. – Budapest, 2007. július 18.) unitárius lelkész, levéltáros. Az unitárius Teológiai Intézet igazgatója.

## Élete
A szovjet hadsereg bevonulásakor a MAORT lispei olajtelepén volt. 1946-tól 1971-ig az Unitárius Egyház szolgálatában állt mint lelkész, majd mint lelkész és levéltáros. 1971-1982 között a Fővárosi Levéltárban levéltári kezelő, majd 1985-ös nyugdíjazásáig levéltáros.
Ő végezte a Szent István-bazilika pincéjében elhelyezett fővárosi tanácsi iratanyag selejtezését, majd költöztetését.

## Művei
- 1982 Dávid Ferenc.
- 1983 A Magyarországi Unitárius Egyház Levéltára. In: Bán Péter (szerk.): A levéltári forráskiadás - Az egyházi levéltárak, a Levéltári Szekció tanácskozása az MKE XIII. vándorgyűlésén, Kaposvár, 1981, 108-110.
- 1983 A Magyarországi Unitárius Egyház Levéltára. In: Balázs Péter (szerk.): Magyarország levéltárai. Budapest, 384-387.
- 1996 Magyarországi Unitárius Egyház Levéltára. In: Blazovich László - Müller Veronika (szerk.): Magyarország levéltárai. Budapest/Szeged, 175-176.